# Röyksopp
Röyksopp (Рьойксопп; /'ɾœʏkˌsop:/) — норвезький електронний дует, що працює в напрямках трип-хоп, данс і даунбіт. Учасниками гурту є Торбйорн Брундтланд (Torbjørn Brundtland) і Свейн Берге (Svein Berge). Röyksopp був заснований в 1998 році в місті Тромсе, і відтоді випустила чотири студійні альбоми, які були успішними у багатьох країнах. 2002 року здобув нагороду MTV Europe Music Awards. 2006 року їх популярність стала рости після включення їх треку Follow My Ruin до саундтреку гри FIFA 06.
Слово Röyksopp — стилізована версія слова «røyksopp», в перекладі норвезької — «гриб-дощовик».

## Історія

### Формування
На початку дев'яностих років, в маленькому норвезькому заполярному містечку Тромсе, два шкільних приятелі Торбейн Брундтланд та Свейн Берге, вирішили створити гурт. Один з одним вони познайомилися, коли Берге було 12 років, а Брундтланд було 13 років. Їхнє дитинство в Тромсе і природні пейзажі Північної Норвегії ними часто згадується, як деякі з їхніх найважливіших джерел натхнення. «Мучити» музичні інструменти вони почали ще в школі, в році так 93-м, віддаючи перевагу важкому гітарному звучанню. Але настав момент, коли їх потягнуло на щось легше, і почалася епоха електронних експериментів.

### Дебют та перші роки
Другий альбом Röyksopp The Understanding вийшов 12 липня 2005 року, якому передував сингл «Only This Moment», що вийшов 25 червня 2005 року. Третій сингл «What Else Is There?», що містив вокал шведської співачки Карін Дрейєр «Fever Ray» Андерссон з гурту The Knife, став найбільшим хітом альбому, піднявшись до 32 позиції в британських чартах та до четвертої в Норвегії. Четвертим синглом з альбому був «Beautiful Day Without You».
«The Girl and the Robot», другий сингл з альбому Junior, містив вокал шведської співачки Robyn, вийшов 15 червня 2009.

## Дискографія

### Студійні альбоми
- Melody A.M. (2001)
- The Understanding (2005)
- Junior (2009)
- Senior (2010)
- The Inevitable End (2014)
- Profound Mysteries (2022)
- Profound Mysteries II (2022)
- Profound Mysteries III (2022)

## Нагороди і номінації
| Рік  | Нагорода                | Категорія                             | Номінант                                   | Результат | Прим.  |
| ---- | ----------------------- | ------------------------------------- | ------------------------------------------ | --------- | ------ |
| 2001 | Spellemannprisen        | Best Music Video                      | «Eple»                                     | Перемога  | [ 1 ]  |
| 2001 | Spellemannprisen        | Best Electronic Album                 | Melody A.M.                                | Перемога  | [ 1 ]  |
| 2002 | Spellemannprisen        | Best Music Video                      | «Remind Me»                                | Перемога  | [ 2 ]  |
| 2002 | Spellemannprisen        | Spellemann Special Award              | Röyksopp                                   | Перемога  | [ 2 ]  |
| 2002 | MTV Europe Music Awards | Best Music Video                      | «Remind Me»                                | Перемога  | [ 3 ]  |
| 2002 | Alarmprisen             | Best Pop                              | Melody A.M.                                | Перемога  | [ 4 ]  |
| 2002 | Alarmprisen             | Best House/Techno                     | Melody A.M.                                | Перемога  | [ 4 ]  |
| 2002 | Alarmprisen             | Best Music                            | «Eple»                                     | Перемога  | [ 4 ]  |
| 2003 | Brit Awards             | Best International Group              | Röyksopp                                   | Номінація | [ 5 ]  |
| 2005 | Spellemannprisen        | Best Pop Group                        | Röyksopp                                   | Перемога  | [ 6 ]  |
| 2006 | Alarmprisen             | Best Club                             | The Understanding                          | Перемога  | [ 7 ]  |
| 2009 | Grammy Awards           | Best Remixed Recording, Non-Classical | «The Girl and the Robot» (Jean Elan Remix) | Номінація | [ 8 ]  |
| 2010 | Spellemannprisen        | Best Composer                         | Junior                                     | Перемога  | [ 9 ]  |
| 2010 | Spellemannprisen        | Best Electronic Album                 | Junior                                     | Перемога  | [ 9 ]  |
| 2013 | P3 Gull                 | Song of the Year                      | «Running to the Sea»                       | Перемога  | [ 10 ] |
| 2013 | Spellemannprisen        | Hit of the Year                       | «Running to the Sea»                       | Номінація | [ 11 ] |
| 2014 | Spellemannprisen        | Best Pop Group                        | Röyksopp                                   | Номінація | [ 12 ] |
| 2014 | Spellemannprisen        | Best Composer                         | Do It Again & The Inevitable End           | Номінація | [ 12 ] |
| 2015 | Grammy Awards           | Best Dance/Electronic Album           | Do It Again                                | Номінація | [ 13 ] |
| 2015 | Swedish Grammy Awards   | Video of the Year                     | «Monument»                                 | Перемога  | [ 14 ] |
| 2015 | Swedish Grammy Awards   | Video of the Year                     | «Sayit»                                    | Номінація | [ 15 ] |
| 2016 | P3 Gull                 | P3 Prize                              | Röyksopp                                   | Перемога  | [ 16 ] |